# Frank Lascelles
Sir Frank (Francis) Cavendish Lascelles (23. března 1841 Londýn – 2. ledna 1920 Londýn) byl britský diplomat. V diplomatických službách působil od roku 1861 a zastával řadu funkcí na britských ambasádách v Evropě i v zámoří. V letech 1894–1895 byl britským velvyslancem v Rusku a nakonec řadu let v Německu (1895–1908).

## Životopis

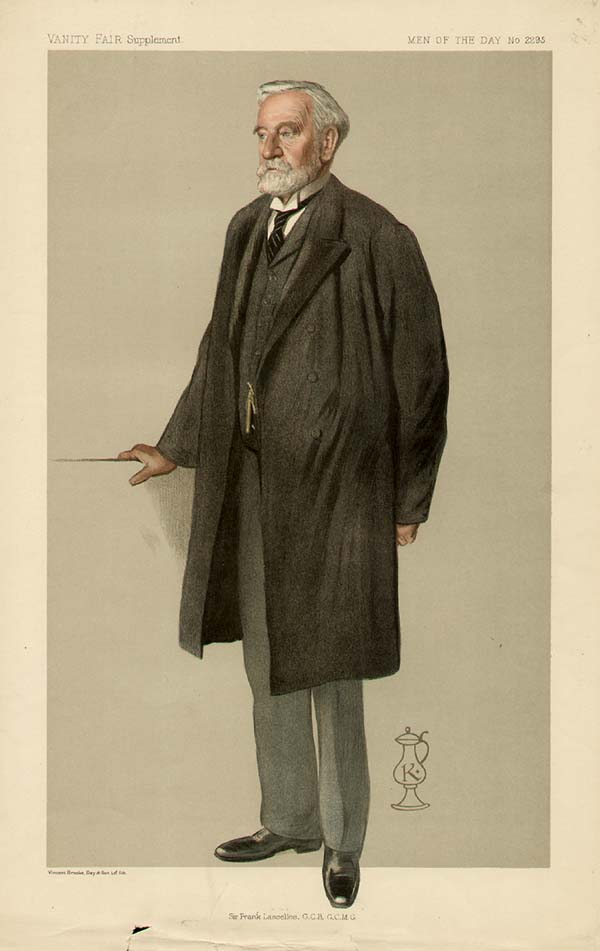
Karikatura z roku 1912

Pocházel ze šlechtické rodiny Lascellesů, která v 18. století zbohatla obchodem v koloniích a v roce 1812 dosáhla titulu hrabat z Harewoodu. Narodil se v Londýně jako syn dlouholetého poslance Dolní sněmovny za stranu whigů Williama Lascellese (1798–1851), po otci byl vnukem 2. hraběte z Harewoodu, po matce Caroline Howardové (1803–1881) byl vnukem 6. hraběte z Carlisle. Po studiích na Harrow School vstoupil v roce 1861 do služeb ministerstva zahraničí a řadu let zastával nižší posty na diplomatických zastoupeních Spojeného království v Madridu, Paříži, Římě, Washingtonu a Athénách. Jeho mentorem byl významný diplomat Richard Lyons, dlouholetý vyslanec v USA a velvyslanec ve Francii.

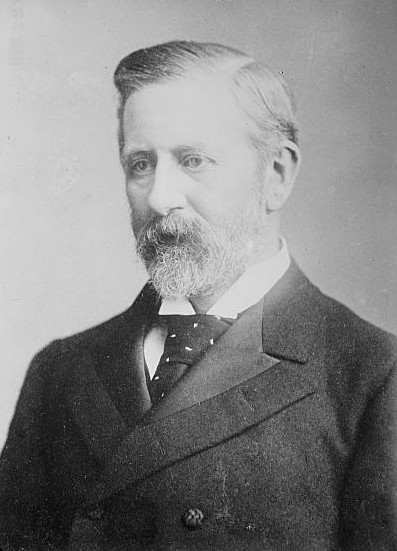
Sir Frank Lascelles

Během vzrůstajícího napětí v severní Africe zastával v roce 1879 krátce funkci generálního konzula v Káhiře, v říjnu téhož roku byl přeložen do Bulharského knížectví, které vzniklo krátce předtím rozhodnutím Berlínského kongresu. Jako generální konzul strávil v Sofii osm let (1879–1887), poté byl vyslancem v Bukurešti (1887–1891) a v Teheránu (1891–1894). V roce 1894 byl jmenován členem Tajné rady a stal se velvyslancem v Petrohradě (1894–1895). Přes poměrně krátký pobyt v Rusku byl významným účastníkem diplomatických jednání v době, kdy se Rusko a Británie nezávisle na sobě snažily prosadit svůj vliv v Číně. Nakonec byl Lascelles v letech 1895–1908 dlouholetým velvyslancem v Německu. Německý císař Vilém II. v otázkách zahraniční politiky jednal raději přímo se svým bratrancem Eduardem VII. a Lascelles byl tak degradován do pozice pouhého vykonavatele instrukcí ministerstva zahraničí, u Viléma II. byl ale velmi oblíben. Přes blízký příbuzenský vztah obou panovníků došlo nakonec k odcizení Británie a Německa v důsledku širšího zahraničně-politického kontextu. Lascelles na funkci velvyslance rezignoval v roce 1908 a odešel do výslužby, i v následujících letech ale zůstal vyhledávaným konzultantem v oblasti zahraničních vztahů Spojeného království.
Jako vyslanec v Persii získal v roce 1892 velkokříž Řádu sv. Michala a sv. Jiří, zároveň s tím byl povýšen do šlechtického stavu s nárokem na titul Sir. Později získal velkokříž Řádu lázně (1897) a při příležitosti setkání Viléma II. s Eduardem VII. v Kielu obdržel velkokříž Viktoriina řádu (1904).
V roce 1867 se oženil s Mary Emmou Olliffe (1843–1897), dcerou Sira Josepha Olliffe, lékaře na britském velvyslanectví v Paříži. Z jejich manželství se narodili dva synové a dcera Florence (1875–1961) provdaná za diplomata Cecila Spring Rice (1859–1918), který byl za první světové války britským velvyslancem v USA.